# نيكولا هايدن
نيكولا هايدن (بالإنجليزية: Nicola Haydn)‏ هي كاتِبة وكاتبة مسرحية بريطانية، ولدت في 1973.